# Hjalmar Riiser-Larsen
Hjalmar Riiser-Larsen (Oslo, 7 giugno 1890 – Copenaghen, 3 giugno 1965) è stato un esploratore e aviatore norvegese.
Operò esclusivamente nelle regioni artiche ed antartiche, dapprima con Roald Engelbert Amundsen nel 1925 e nel 1926, quale comandante in seconda del dirigibile Norge, e poi da solo nel 1929-1930, in Antartide.
Fu proprio in queste plaghe che scoprì e annesse alla Norvegia in qualità di inviato in esplorazione per conto del ministero della difesa norvegese, le Terra della Regina Maud, la Costa della Principessa Marta e la Costa della Principessa Ragnhild, l'isola Bouvet e l'isola Pietro I.
A lui sono dedicati la piattaforma di ghiaccio Riiser-Larsen e la penisola Riiser-Larsen in Antartide. Nella bozza della quarta edizione della pubblicazione sui confini degli oceani e dei mari dell'Organizzazione idrografica internazionale venne proposto di chiamare mare di Riiser-Larsen il tratto dell'oceano antartico compreso tra 14°00'E e 33°45'E. Tale bozza non è mai stata approvata e pertanto il nome non è entrato nell'uso ufficiale.